# Grabanów
Grabanów es un pueblo ubicado en la gmina Biała Podlaska, distrito de Biała Podlaska, voivodato de Lublin, Polonia.

## Superficie
Cuenta con una superficie de 2,300 kilómetros cuadrados.

## Demografía
Hasta 2011 la población era de 429 habitantes, con una densidad de población de 186,5 habitantes por kilómetro cuadrado. Estaba conformada por 205 hombres (47,8%) y 224 mujeres (52,2%), según el censo de la Oficina Central de Estadística.